# Sunrise/Sunset 〜LOVE is ALL〜
「Sunrise/Sunset 〜LOVE is ALL〜」（サンライズ/サンセット 〜ラヴ・イズ・オール〜）は、日本の歌手・浜崎あゆみの46thシングル。2009年8月12日にavex traxより発売。

## 解説
前作「Rule/Sparkle」から、約半年振りのリリースとなる両A面シングル。「CD+DVD」、「CDのみ」の2形態で発売。
「Sunrise 〜LOVE is ALL〜」、「Sunset 〜LOVE is ALL〜」はメロディーは同じだが、それぞれ異なったアレンジと歌詞を盛り込んだものとなる。
オリコン週間シングルチャートで初登場1位を獲得し、TOP10入りは44作目となった。これにより、TOP10入りした作品数では当時点で歴代単独1位達成となった。累計売上は11万枚。

## コンセプト
「Sunrise 〜LOVE is ALL〜」の歌詞はタイアップ先のドラマ『ダンディ・ダディ?〜恋愛小説家・伊崎龍之介〜』が『愛』を題材として扱っていることもあって、スタッフサイドからは浜崎に「愛についてを、思いっきり歌った主題歌にして欲しい」と依頼をされた上で制作されたと言う。浜崎は「主題歌のお話を頂いてとても光栄に思います。ドラマの脚本を読ませていただいた上で、舘さんの演じられる役の気持ちを考えて、私なりにその気持ちを歌詞に落とし込んで書かせて頂きました。」とコメントしている。

## 収録曲
全曲作詞：ayumi hamasaki

### CD
1. Sunrise 〜LOVE is ALL〜 （Original mix） [4:45］
作曲：Hana Nishimura / 編曲：CMJK
テレビ朝日系木曜ドラマ『ダンディ・ダディ?〜恋愛小説家・伊崎龍之介〜』主題歌
NTTコミュニケーションズ「MUSICO（ミュージコ♪）」TV-CMソング
2. Sunset 〜LOVE is ALL〜 （Original mix） [5:44]
作曲：Hana Nishimura / 編曲：Yuta Nakano
Panasonic デジタルカメラ「LUMIX FX60」TV-CFソング
MTI「music.jp」TV-CFソング
3. "fairyland-glitter-BLUE BIRD-Greatful days-July 1st" Mega-Mash-Up-Mix [7:40］
Mixed by Shohei Matsumoto (HEAVENS WiRE)
4. Sunrise 〜LOVE is ALL〜 （Original mix -Instrumental-）[4:45]
5. Sunset 〜LOVE is ALL〜 （Original mix -Instrumental-） [5:44]

### DVD
1. Sunrise 〜LOVE is ALL〜 (Video Clip)
2. Sunset 〜LOVE is ALL〜 (Video Clip)
3. Sunrise 〜LOVE is ALL〜 (Making Clip)

## 収録アルバム
- Sunrise ～LOVE is ALL～
  - 『Rock'n' Roll Circus』
  - 『A SUMMER BEST』
  - 『A THEME SONGS -Drama edition-』[9]
- Sunset ～LOVE is ALL～
  - 『Rock'n' Roll Circus』
  - 『A SUMMER BEST』

## 収録ライブ映像
- Sunrise〜LOVE is ALL〜
  - 『a-nation'09 BEST HIT LIVE』
  - 『ayumi hamasaki ARENA TOUR 2009 A 〜NEXT LEVEL〜』
    - 『A 50 SINGLES 〜LIVE SELECTION〜』

  - 『ayumi hamasaki COUNTDOWN LIVE 2009-2010 A 〜Future Classics〜』
  - 『a-nation'12 stadium fes.』(メドレー)
  - 『ayumi hamasaki 15th Anniversary TOUR 〜A BEST LIVE〜』
    - 『ayumi hamasaki BEST LIVE BOX A』(A SUMMER BEST (Disc.N) TRACK LIST LIVE)

  - 『ayumi hamasaki ARENA TOUR 2015 A Cirque de Minuit 〜真夜中のサーカス〜 The FINAL』(メドレー)
  - 『a-nation online 2020』(メドレー) (Remember you)
- Sunset〜LOVE is ALL〜
  - 『a-nation'09 BEST HIT LIVE』 
    - 『A SUMMER BEST』

  - 『ayumi hamasaki ARENA TOUR 2009 A 〜NEXT LEVEL〜』
    - 『ayumi hamasaki BEST LIVE BOX A』(A SUMMER BEST (Disc.A) TRACK LIST LIVE)